# Aleksander Carmantrand
Aleksander Carmantrand (również A. Carmantrant, ur. ok. 1840 w Warszawie, zm. 19 kwietnia 1882 w Płocku) – aktor, tancerz, śpiewak (baryton), dyrektor teatrów prowincjonalnych oraz warszawskich teatrów ogródkowych, organizator ruchu teatralnego.

## Wczesne lata
Uczył się w gimnazjum realnym, a następnie w Szkole Dramatycznej w Warszawie pod kierunkiem Jana Tomasza Seweryna Jasińskiego.

## Kariera aktorska
Debiutował w 1861 w Kownie. Następnie związany był z zespołami Pawła Ratajewicza (1862), Jana Chełmikowskiego (1864-1865), Feliksa Leona Stobińskiego (1867) i Lucjana Ortyńskiego (1868). Jako samodzielny zarządca teatrów prowincjonalnych również wiązał się okresowo z innymi zespołami, np. Konstantego Łobojki (1872), Karola Doroszyńskiego (1872), Józefa Teksla (1872, 1874-1880), Pawła Ratajewicza (sez. 1873/1874), Feliksa Krotkego  i Rufina Morozowicza (1880-1881) oraz Bolesława Kremskiego (1881-1882). Występował w warszawskich teatrach ogródkowych: "Allhambra", "Tivoli" i "Eldorado". Był aktorem wszechstronnym. Wykorzystywał na scenie umiejętności wokalne i taneczne. Wystąpił m.in. w rolach: Bartka Kozicy (Emigracja chłopska), Nicka (Maria Stuart), Geldhaba (Pan Geldhab), Falstaffa (Wesołe kumoszki z Windsoru), Ignacego (Marcowy kawaler) i Franciszka Moore'a (Zbójcy).

## Zarządzanie zespołami teatralnymi
Pierwszy zespół teatralny zorganizował prawdopodobnie w 1864 r. w Łowiczu. Przez krótki okres w 1867 r. prowadził zespół w Radomiu. W 1868 r. objął kierownictwo zespołu po Lucjanie Ortyńskim. Początkowo występował z nim w Kielcach, a następnie odbył tournée na prowincji (m.in. Piotrków, Częstochowa, Ciechocinek, Łowicz, Włocławek, Łódź, Kalisz, Suwałki). W 1871 r. prowadził wspólnie z żoną warszawski teatr ogródkowy "Prado". 

## Życie prywatne
Był synem muzyka, Karola Carmantranda. W 1865 r. poślubił aktorkę, Paulinę z domu Hausenöder.